# Voetbalkampioenschap van Mulde 1924/25
In 1924/25 werd het tweede voetbalkampioenschap van Mulde gespeeld, dat georganiseerd werd door de Midden-Duitse voetbalbond. VfB Preußen Greppin werd kampioen en plaatste zich voor de Midden-Duitse eindronde. De club verloor meteen van Hallescher FC Wacker.

## Gauliga
| Plaats | Club                        | Wed. | W  | G | V  | Saldo | Ptn.  |
| ------ | --------------------------- | ---- | -- | - | -- | ----- | ----- |
| 1.     | VfB Preußen Greppin 1911    | 18   | 17 | 1 | 0  | 80:20 | 35:1  |
| 2.     | VfL 1911 Bitterfeld         | 18   | 11 | 0 | 7  | 56:34 | 22:14 |
| 3.     | BC Union 1911 Sandersdorf   | 18   | 8  | 4 | 6  | 24:28 | 20:16 |
| 4.     | VfL 1915 Wolfen             | 18   | 8  | 3 | 7  | 35:33 | 19:17 |
| 5.     | TV Friesen 1908 Bitterfeld  | 18   | 7  | 3 | 8  | 31:39 | 17:19 |
| 6.     | VfB Zscherndorf             | 18   | 6  | 4 | 8  | 28:29 | 16:20 |
| 7.     | Holzweißiger SV             | 17   | 6  | 3 | 8  | 33:37 | 15:19 |
| 8.     | SpVgg 1907 Wittenberg       | 18   | 5  | 2 | 11 | 28:40 | 12:24 |
| 9.     | VfR Piesteritz              | 17   | 3  | 5 | 9  | 22:35 | 11:23 |
| 10.    | FC Viktoria 1907 Wittenberg | 18   | 5  | 1 | 12 | 28:70 | 11:25 |

|  | Kampioen, geplaatst voor Midden-Duitse eindronde |
|  | Degradatie                                       |